# Ermentruda Francuska
Za njezinu baku, pogledajte "Ermentruda Orleanska".
Ermentruda Francuska (fr.: Ermentrude de France; o. 875./78. – ?) bila je princeza Francuske u 9. stoljeću, unuka kraljice Ermentrude.
Ermentrudin otac bio je kralj Zapadne Franačke, Luj II. (Louis), sin  Karla II. Ćelavog i njegove prve kraljice, Ermentrude.
Majka joj je bila gospa Ansgarda.
Ermentrudina braća bijahu kraljevi Luj III. i Karloman.
S mužem (ili ljubavnikom), Ermentruda je imala kćer, Kunigondu Francusku.